# 滩浒山岛
滩浒山是浙江省杭州湾中的一座岛屿。面积0.51平方公里，最高海拔82.6米。是嵊泗县属的离大陆最近的岛屿。

## 历史
该岛在1950年中华民国国军自舟山群岛撤退后由张阿其、袁国祥、黄八妹等国军游击部队盘踞，组织“东南人民反共救国军”。1950年6月15日，中共华东军区海军舰艇部队对该岛发动攻击，这也是该部队组建以来的第一次出海作战。其中参战的艇员一半来自陆军，一半为原国军人员。6月17日，共军占领滩浒。

## 社会
滩浒岛上水源充足，岛上有常住居民。

## 行政
1992年以前，中共在岛上设立有滩浒乡，是年裁入洋山镇为滩浒村，目前为该镇所属的一个渔农村新型社区，名为滩浒社区。
30°36′42″N 121°37′26″E / 30.61169°N 121.6239°E